# Osamu Chiba
Osamu Chiba (jap. 千葉 修, Chiba Osamu; * 22. Mai 1968 in der Präfektur Miyagi) ist ein ehemaliger japanischer Fußballspieler.

## Karriere
Chiba erlernte das Fußballspielen in der Schulmannschaft der Tsukidate High School und der Universitätsmannschaft der Sendai Universität. Seinen ersten Vertrag unterschrieb er 1991 bei Honda FC. Der Verein spielte in der höchsten Liga des Landes, der Japan Soccer League. 1992 wechselte er zu Kashima Antlers. 1995 wechselte er zum Ligakonkurrenten Kashiwa Reysol. 1996 wechselte er zum Zweitligisten Brummell Sendai. Ende 1997 beendete er seine Karriere als Fußballspieler.

## Erfolge
Honda FC
- JSL Cup

Finalist: 1991
Kashima Antlers
- J1 League

Vizemeister: 1993
- Kaiserpokal

Finalist: 1993